# Kość podniebienna

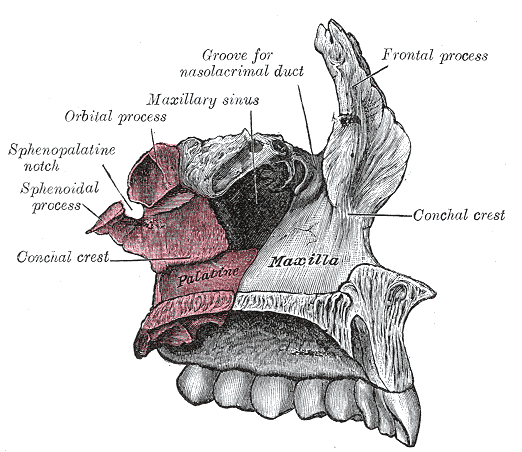
Prawa kość podniebienna zaznaczona na kolor czerwony widoczna od strony przyśrodkowej.

Kość podniebienna (łac. os palatinum, ang. palatine bone) – parzysta kość czaszki, składająca się z blaszki poziomej i pionowej oraz trzech wyrostków: piramidowego, oczodołowego oraz klinowego. Blaszka pozioma tworzy tylny odcinek podniebienia kostnego.  Brzeg przedni łączy się wyrostkiem podniebiennym szczęki, tylny – stanowi przyczep dla rozcięgna podniebienia miękkiego. Przyśrodkowo, w miejscu połączenia prawej kości podniebiennej z lewą powstaje grzebień nosowy. Blaszka pionowa jest wklinowana pomiędzy trzon szczęki i wyrostek skrzydłowaty kości klinowej i wchodzi w skład ściany bocznej jamy nosowej. Na powierzchni nosowej blaszki pionowej ciągnie się pionowo grzebień małżowiny, stanowiący przyczep dla małżowiny nosowej dolnej.